# José Joaquín Araiza
José Joaquín Araiza Muñoz (23 marzo 1900 – 27 settembre 1971) è stato uno scacchista messicano.
È considerato il più grande scacchista messicano, prima dell'avvento di Carlos Torre.

## Carriera
Nel 1930 fu invitato a partecipare al grande Torneo di San Remo (vinto da Alechin con 14/15), in sostituzione di Capablanca che non poté partecipare. Si classificò al 13º posto su 16 partecipanti. 
Nel 1932 organizzò a Città del Messico il primo torneo internazionale del Messico, nel quale si classificò terzo dietro ad Alechin e a Kashdan.
Altri risultati:
- 1926:  secondo a Città del Messico, dietro a Carlos Torre;
- 1935:  quarto a Città del Messico, dietro a Reuben Fine, Herman Steiner e Arthur Dake.